# Nacionalidade

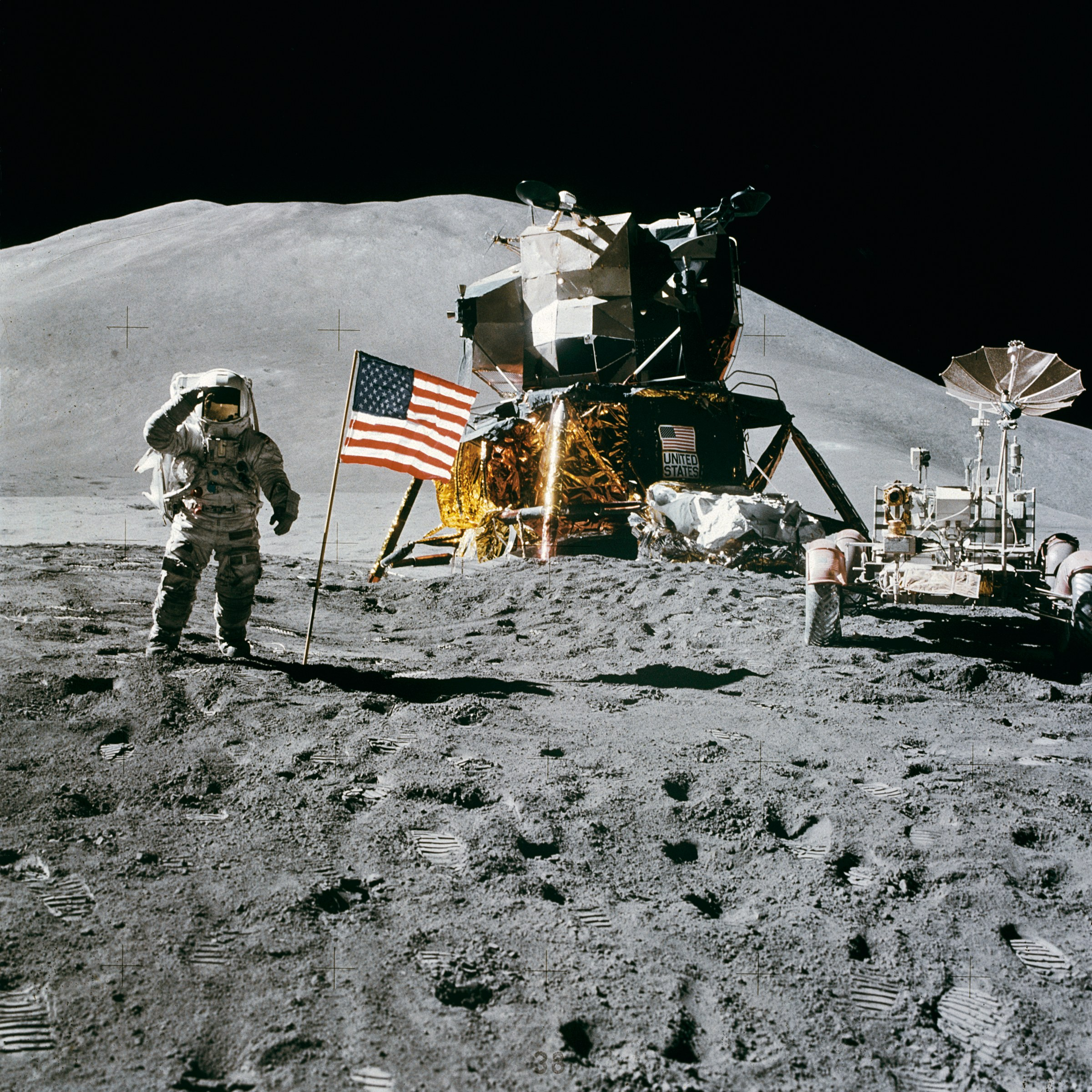
O astronauta James Irwin, piloto do módulo lunar Apollo 15, saúda a bandeira dos Estados Unidos.

Nacionalidade, no Direito, é o vínculo jurídico-político de direito público interno entre uma pessoa e um Estado. A nacionalidade pressupõe que a pessoa tenha determinados direitos frente ao Estado de que é nacional, como o direito de residir e trabalhar no território do Estado, os direitos de votar e de ser votado (estes, conhecidos como de cidadania), o direito de não ser expulso ou extraditado e o direito à proteção do Estado (inclusive a proteção diplomática e a assistência consular, quando o nacional se encontra no exterior), dentre outros. 
A verificação da nacionalidade de uma pessoa é importante, pois permite distinguir entre nacionais e estrangeiros, que têm direitos diferentes. Ademais, nos Estados que adotam o critério da nacionalidade (lex patriæ) para reger o estatuto pessoal, a determinação da nacionalidade da pessoa é imprescindível ao direito internacional privado. Por último, na aplicação da proteção diplomática à pessoa no exterior, é essencial conhecer a sua nacionalidade.
Pode também, por outro lado, constituir certos deveres para a pessoa em relação ao Estado (por exemplo, o serviço militar, obrigatório em alguns países).
A nacionalidade de uma pessoa jurídica costuma ser a do Estado sob cujas leis foi constituída e registrada.

## Natureza

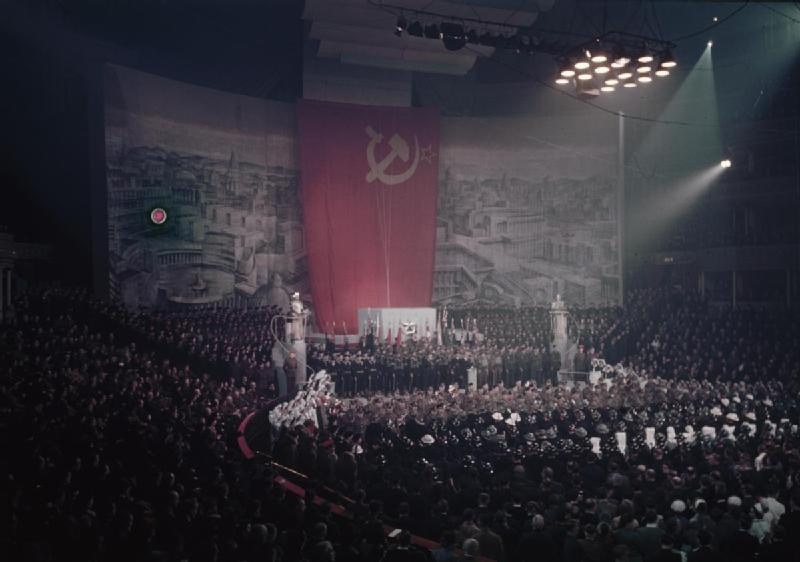
A bandeira vermelha da União das Repúblicas Socialistas Soviéticas, um ex-Estado multinacional.

A Sociologia atribui ao termo nacionalidade significado diverso do que lhe é conferido pelo direito, referindo-se a uma nação ou a um grupo étnico (indivíduos com as mesmas características: língua, religião, hábitos etc.). Embora a etimologia de nacionalidade evidentemente contenha a palavra nação, a dimensão jurídica do termo refere-se ao vínculo entre uma pessoa e um Estado, não entre uma pessoa e uma nação.
Tradicionalmente, nenhum ramo da ciência jurídica pode alegar exclusividade no estudo do instituto da nacionalidade. Dessa forma, áreas tão diferentes como o direito internacional público, o direito internacional privado e o direito constitucional costumam dedicar um capítulo de seus livros acadêmicos ao tema.
De qualquer modo, como já assinalado acima, a nacionalidade é uma relação de direito público interno; o corolário desta definição é o princípio de que as questões relativas à aquisição ou perda de uma nacionalidade específica são, via de regra, reguladas pelas leis do Estado cuja nacionalidade é reivindicada ou contestada. Em outras palavras, cada Estado define, de maneira exclusiva, a sua própria nacionalidade e soberania, a quem atribuí-la e de quem cassá-la. Os eventuais tratados internacionais sobre nacionalidade são aplicáveis apenas aos Estados que consentiram em se lhes submeter, nos termos do direito internacional. Evidentemente, uma vez que um Estado assuma um compromisso juridicamente vinculante acerca de nacionalidade, no campo do direito internacional (por exemplo, ao ratificar um tratado sobre o tema), está obrigado a cumpri-lo.

## Aquisição

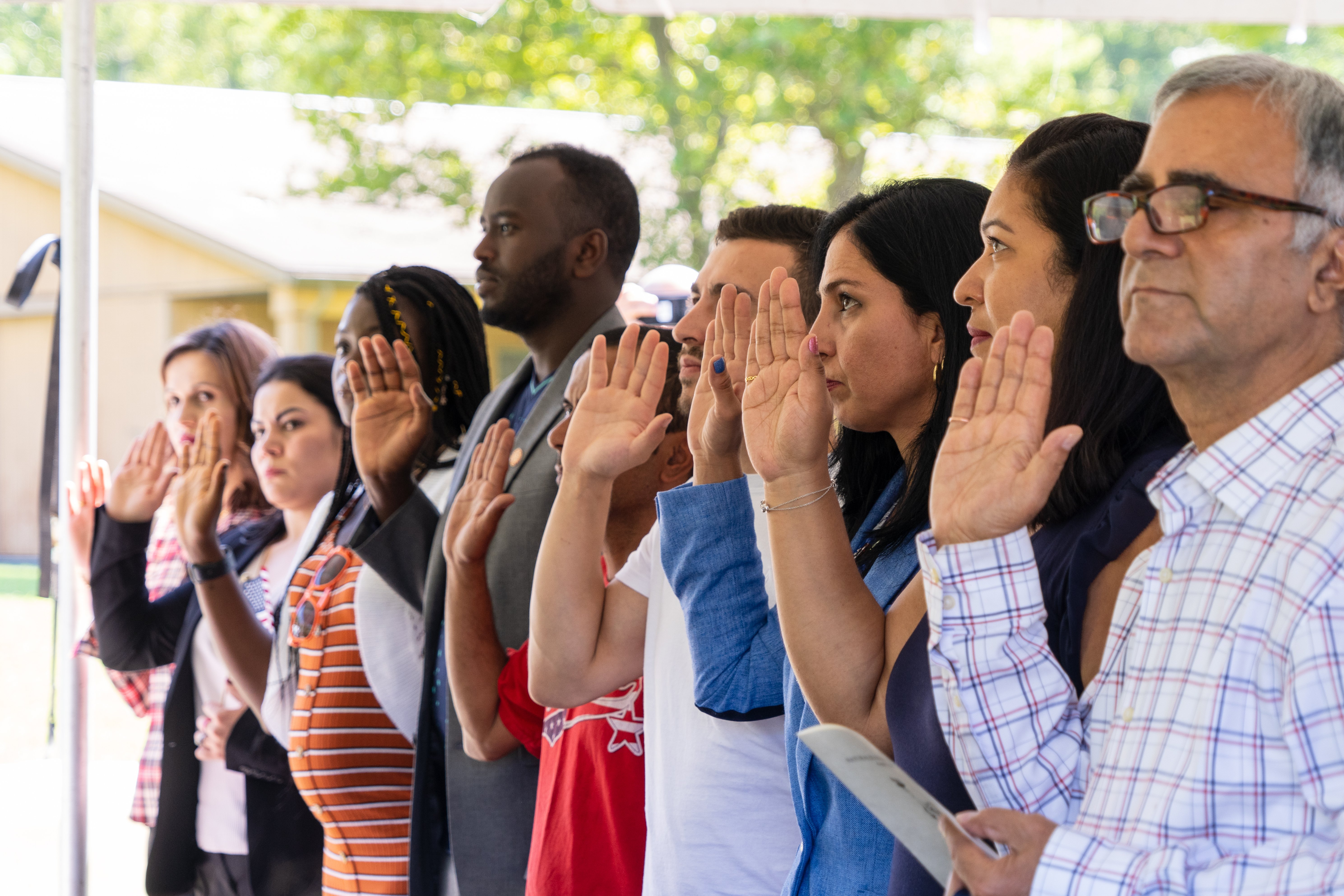
Novos cidadãos dos EUA prestam juramento durante a cerimônia de naturalização.

A nacionalidade pode ser adquirida pela pessoa natural no momento do nascimento (aquisição originária) ou posteriormente, por meio da naturalização, quer voluntária, quer imposta (aquisição derivada ou secundária). Pode ainda ocorrer de forma expressa, quando depende de atos de vontade do indivíduo estrangeiro perante autoridades nacionais, ou, de forma tácita, independe de requerimento ou qualquer manifestação do indivíduo, sendo adquirida por meio de lei especial, de caráter geral.
No Brasil, as regras de aquisição de nacionalidade estão previstas no art. 12 da Constituição Federal, e na Lei de Migração. Não há, atualmente, previsão de aquisição tácita de nacionalidade brasileira, mas isso já ocorreu, quando da grande naturalização de 1891.

### Originária/Primária
A nacionalidade originária, também conhecida como primária, é atribuída no momento do nascimento e constitui-se na principal forma de concessão da nacionalidade por um Estado.
A nacionalidade originária pode ser adquirida por:
- jus sanguinis; ou
- jus soli.

Segundo a regra atribuidora de nacionalidade originária conhecida como jus sanguinis ("direito de sangue", em latim), é nacional de um Estado o filho(a) de um nacional daquele Estado. Em outras palavras: trata-se da nacionalidade por filiação (parentesco sanguíneo). A maioria dos países que adotam o jus sanguinis como regra de atribuição de nacionalidade estipula que esta é transmitida tanto pelo pai quanto pela mãe (ambilinear). Todavia, alguns países (como o Líbano e a Síria) adotam o jus sanguinis patrilinear (somente o pai transmite a nacionalidade). O local do nascimento é irrelevante para esta regra, que é a mais utilizada pelos sistemas legais europeus. Sua adoção é justificada por países de tradição emigratória (como os europeus) como uma maneira de manter o vínculo com o emigrante e sua família no exterior.
Já o jus soli ("direito do solo") estabelece como critério originário de atribuição de nacionalidade o território em que o indivíduo nasceu. Segundo esta regra, não importa a nacionalidade dos pais: apenas o local do nascimento da criança. Essa regra é contemporaneamente a mais favorecida pelos países de imigração (como os das Américas), que buscam acolher a família do imigrante e assimilá-la à sociedade local.
Os países adotam em seu direito uma ou outra forma de atribuição de nacionalidade originária, preponderantemente, mas nenhum deixa hoje de atenuar a regra principal com elementos de ambas as formas. Dessa maneira, um país europeu pode reconhecer a filiação como critério principal da sua nacionalidade, mas contemplará também a possibilidade de estendê-la, pelo menos em alguns casos, aos nascidos em seu território. Da mesma maneira, um país americano que adote tradicionalmente o jus soli reconhecerá casos de atribuição de sua nacionalidade aos nascidos no exterior de pai ou mãe seus nacionais.

### Derivada/Secundária/Adquirida
A nacionalidade derivada, também conhecida como secundária ou adquirida, é obtida mediante processo de naturalização, definida como o ato pelo qual alguém adquire a nacionalidade de outro país. Costuma ocorrer mediante solicitação, escolha ou opção do indivíduo e por concessão do Estado cuja nacionalidade é solicitada. 
Em tese, há, porém, casos de naturalização não diretamente solicitada e, por vezes, até mesmo forçada. É exemplo do primeiro caso a chamada "grande naturalização" empreendida pela constituição do Império do Brasil em 1891, que tornou brasileiros todos os nacionais portugueses que mantiveram sua residência no país após a independência, em 1822.

## Polipatria e apatridia

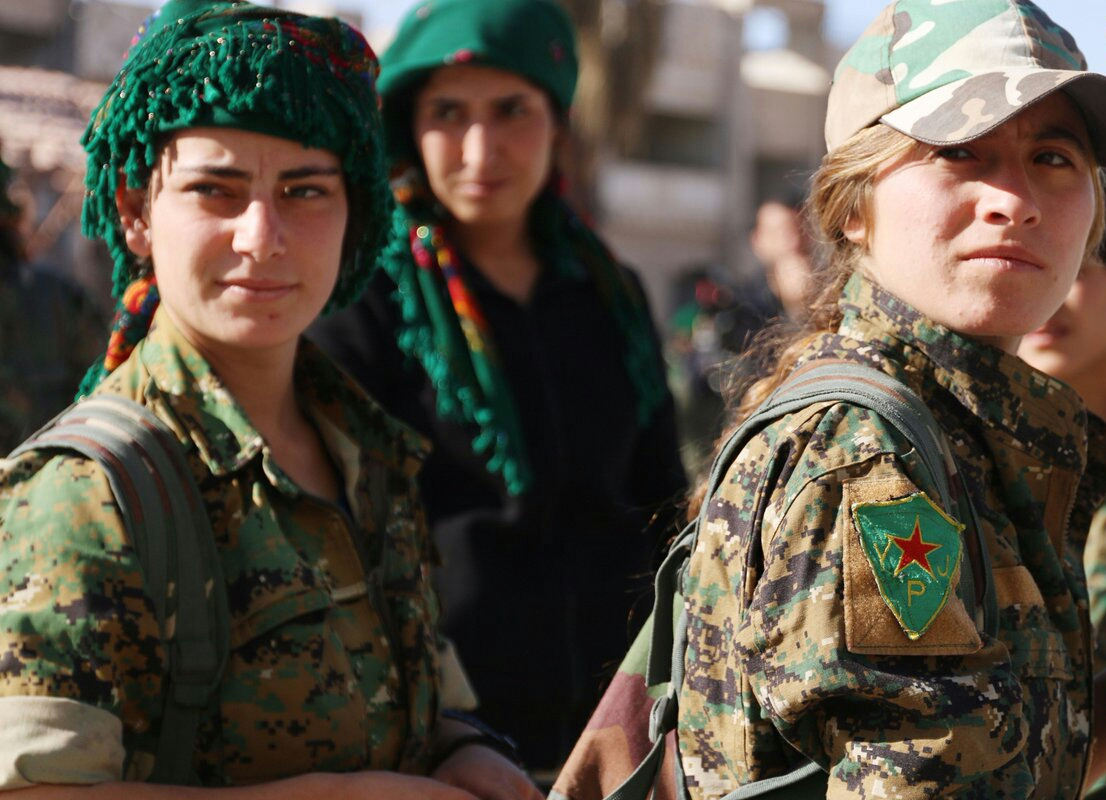
Mulheres soldados curdas do YPJ. Os curdos são a maior nacionalidade apátrida na atualidade.

Idealmente, para evitar conflitos jurídicos, cada pessoa deveria ter apenas uma nacionalidade, sendo portanto súdito de apenas um Estado. Na prática, porém, podem ocorrer (e frequentemente ocorrem) casos de indivíduos com mais de uma nacionalidade ("polipatria"). Tais casos surgem quando há uma concorrência positiva dos critérios de jus sanguinis e jus soli. Um exemplo hipotético é o caso de nascimento, no Brasil (a lei brasileira adota o critério do jus soli como regra geral), de um filho de pai italiano e mãe alemã (a Alemanha e a Itália adotam o critério do jus sanguinis): o filho será brasileiro (jus soli), italiano (jus sanguinis) e alemão (jus sanguinis). Outro exemplo hipotético é o nascimento, no Brasil, do filho de um casal de alemães: o filho será brasileiro, porque nasceu no Brasil, e ao mesmo tempo alemão, porque descende de pais alemães. Um exemplo real disso é o caso do piloto Egon Albrecht, que era brasileiro jus soli e alemão jus sanguinis.
O outro extremo é a apatridia: a concorrência negativa dos critérios de jus sanguinis e jus soli. Por exemplo, sejam, por hipótese, as regras atribuidoras de nacionalidade do Uruguai e do Japão apenas o jus soli e o jus sanguinis, respectivamente. O filho de uruguaios nascido em território japonês não teria nem a nacionalidade uruguaia (pois não nasceu no Uruguai) nem a japonesa (não é descendente de japoneses). Seria, neste caso hipotético, apátrida, ou seja, sem nacionalidade. A Convenção sobre o Estatuto dos Apátridas, de 1954, representa um esforço da comunidade internacional no sentido de evitar ou mitigar a apatridia, ao estipular que os Estados-membros devem conferir aos apátridas os mesmos direitos outorgados aos estrangeiros.

## Nacionalidade brasileira

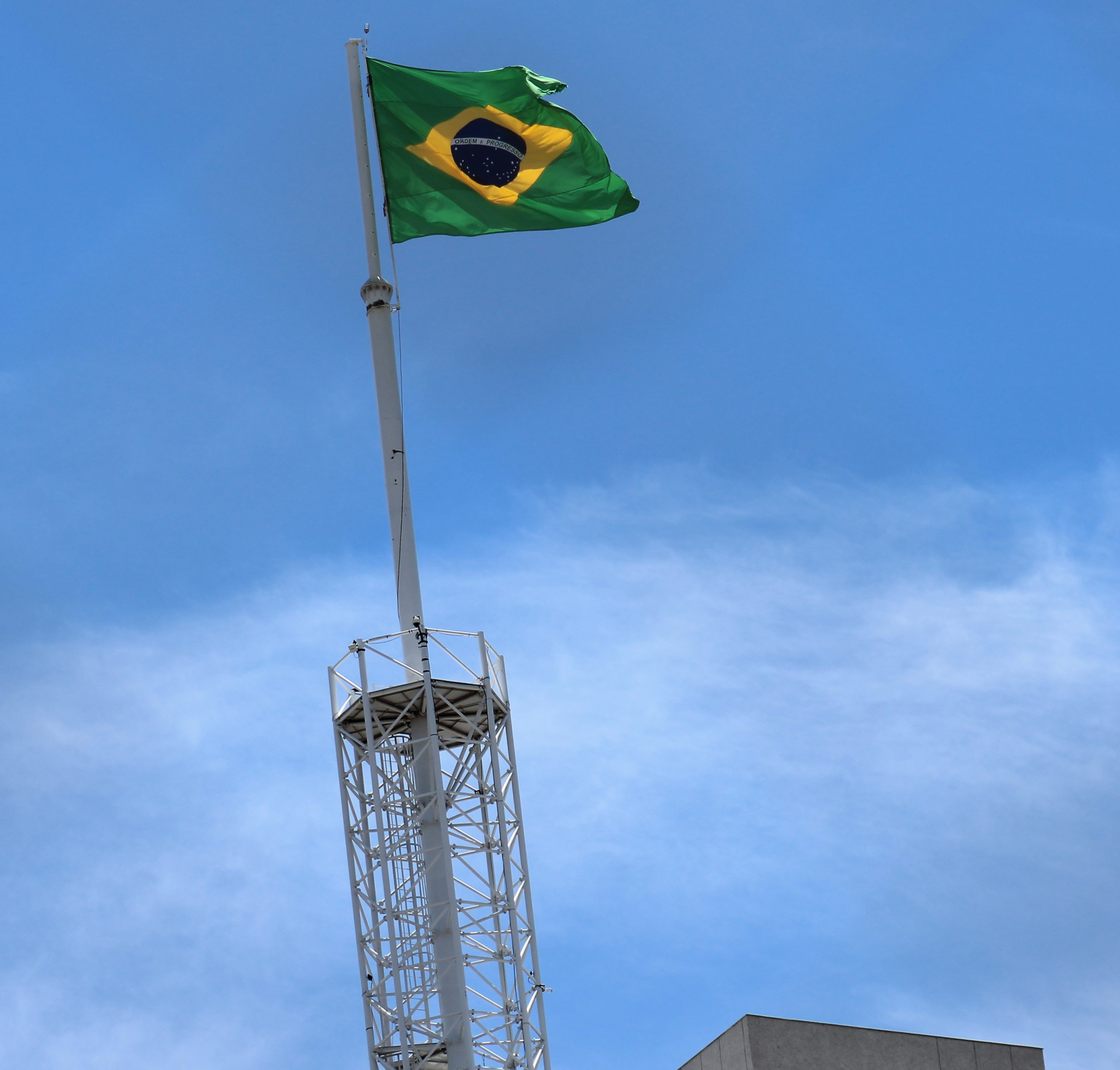
Bandeira do Brasil, símbolo nacional.

A Constituição Federal de 1988 adota, para a concessão da nacionalidade brasileira originária, critérios que mesclam aspectos de jus soli e jus sanguinis. Seu artigo 12 define que são brasileiros natos os nascidos em território brasileiro, ainda que de pais estrangeiros, desde que nenhum deles esteja a serviço de Governo forâneo; e os nascidos no estrangeiro, de pais brasileiros, desde que ao menos um deles esteja a serviço do Governo brasileiro, desde que a criança seja registrada em Embaixada ou Consulado brasileiro ou, ainda, desde que venha a residir no Brasil e opte, a qualquer tempo, pela nacionalidade brasileira. 
Por "território brasileiro", deverá entender-se a) espaço terrestre delimitado pelas fronteiras geográficas; b) mar territorial; c) espaço aéreo; d) navios e aeronaves de guerra brasileiros; e) embarcações comerciais brasileiras, ainda que em alto mar ou exercendo o direito de passagem inocente pelo mar territorial estrangeiro, e f) aeronaves civis brasileiras, ainda que em voo sobre espaço aéreo internacional ou estrangeiro.
Quanto à concessão de nacionalidade brasileira derivada/secundária/adquirida, a Constituição define dois tipos básicos de naturalização: a comum/ordinária (prevista na Constituição e regulamentada pela Lei de Migração), e a extraordinária (cuja matéria é exaurida na própria Constituição, gerando, assim, direito público subjetivo). Na modalidade comum, requer-se do estrangeiro nascido em país de língua portuguesa residência no Brasil por pelo menos um ano, capacidade civil e idoneidade moral; aos nascidos em outros países, exige-se residência de, em regra, quatro anos, capacidade civil, capacidade de ler e escrever em português, boa conduta, emprego fixo ou posse de bens e inexistência de denúncia, pronúncia ou condenação por crime doloso. A concessão da nacionalidade comum é um ato soberano e discricionário do Estado brasileiro. Já na modalidade extraordinária, o estrangeiro de qualquer origem que resida no Brasil há mais de 15 anos terá direito subjetivo à nacionalidade brasileira.